# Монтес-де-Леон
Монтес-де-Леон (ісп. «Леонські гори», названа на честь стародавнього королівства Леон) — гірський масив на північному заході Іспанії, у провінціях Леон, Самора та Оренсе. Цей хребет розташований на місці злиття Кантабрійських гір і Масісо Галайко. Вершини хребта взимку часто вкриті снігом.
Найвища вершина — Телено, висотою 2188 метрів (7178 футів). Іншими важливими вершинами є Кабеса-де-ла-Єгуа 2142 метри (7038 футів), Пенья Тревінка 2124 метри (6969 футів) і Віскоділло 2121 метр (6959 футів).
Сьєрра-де-ла-Кабрера є підхребтом Монтес-де-Леон.